# ジェームズ・ヘンリー・ジョンソン
ジェームズ・ヘンリー・ジョンソン（James Henry Johnson, 1874年 - 1921年11月15日）は、イギリス出身のフィギュアスケート選手。1908年ロンドンオリンピックペア銀メダリスト。1909年、1912年世界フィギュアスケート選手権ペアチャンピオン。パートナーはフィリス・ジョンソン。

## 経歴
- 1908年ロンドンオリンピックペアで銀メダルを獲得。
- 1909年、1912年世界フィギュアスケート選手権ペアで優勝。
- 1921年11月15日死去。

## 主な戦績
| 大会/年      | 1908-09 | 1909-10 | 1911-12 |
| ------------ | ------- | ------- | ------- |
| オリンピック | 2       |         |         |
| 世界選手権   | 1       | 3       | 1       |